# Gariqai
Gariqai (Guriqui) ist eine osttimoresische Siedlung im Suco Namolesso (Verwaltungsamt Lequidoe, Gemeinde Aileu).
Der Weiler Gariqai liegt an einer Seitenstraße, die bei der Siedlung Serema nach Süden von der Hauptstraße des Sucos abgeht, in einer Meereshöhe von 1270 m. Die Piste führt weiter nach Süden in das Dorf Hautbititalau (Suco Acubilitoho). Eine Abzweigung in Gariqai führt nach Westen in das Dorf Maucurunamo, in der gleichnamigen Aldeia.